# 3 Korpus Obrony Powietrznej (ZSRR)
3 Korpus Obrony Powietrznej – wyższy związek taktyczny wojsk obrony powietrznej Sił Zbrojnych ZSRR i Federacji Rosyjskiej.

## Struktura organizacyjna
W latach 1991–1992
- dowództwo – Rżew
- 488 pułk rakietowy OP – Rżew
- 713 pułk rakietowy OP – Zacharowo
- 66 pułk rakietowy OP – Kuleszowka